# Mercedes-Benz SLK-Klasse

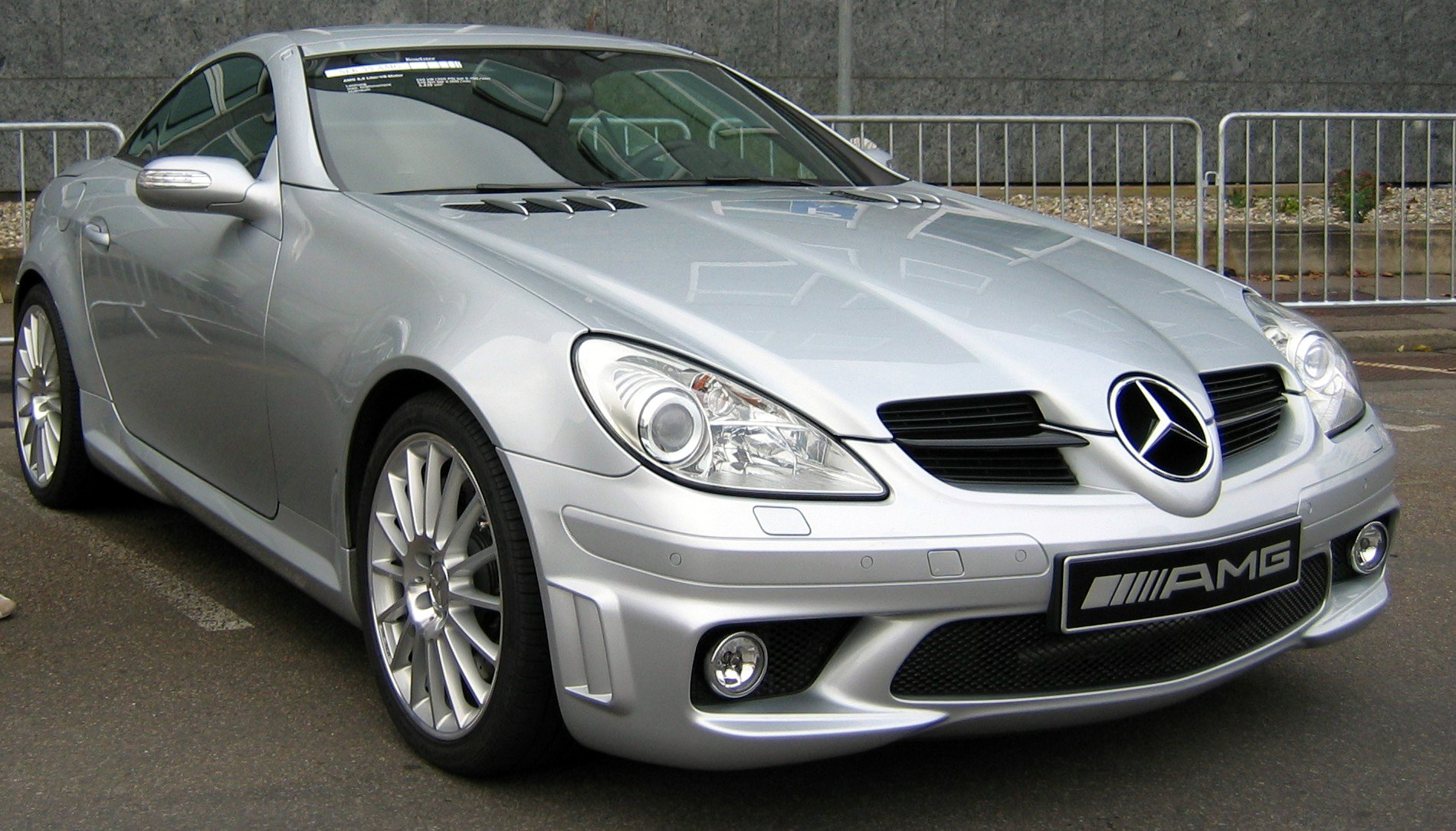
Mercedes-Benz SLK-Klasse

De Mercedes-Benz SLK is een kleine sportwagen van Mercedes-Benz.
De SLK is een compacte tweepersoonsroadster met een metalen cabriodak dat met een druk op een knop in twee delen in de kofferbak verdwijnt. Nadeel is dat een deel van het koffervolume wordt opgeofferd als het dak open is. Maar in gesloten toestand wordt de wagen omgevormd tot een coupé met alle voordelen van dien. De Mercedes SLK, die in 1996 werd geïntroduceerd, was niet de eerste met een stalen "klapdak". In 1934 kwam de Peugeot 401 D Coupé met het "klapdak", bedacht door de kaakchirurg George Paulin. Later namen vele andere autofabrikanten het concept over.
Generaties:
1. R170 1996–2004
2. R171 2004–2011
3. R172 2011–2019